# Har Aẖino‘am
Har Aẖino‘am (hebreiska: הר אחינעם) är ett berg i Israel.   Det ligger i distriktet Norra distriktet, i den nordöstra delen av landet. Toppen på Har Aẖino‘am är 441 meter över havet.
Terrängen runt Har Aẖino‘am är huvudsakligen kuperad, men österut är den platt.Runt Har Aẖino‘am är det ganska tätbefolkat, med 179 invånare per kvadratkilometer. Närmaste större samhälle är Bet She'an, 7,8 km öster om Har Aẖino‘am. Trakten runt Har Aẖino‘am består till största delen av jordbruksmark.